# Johannes-Bugenhagen-Kirche (Kerpen)

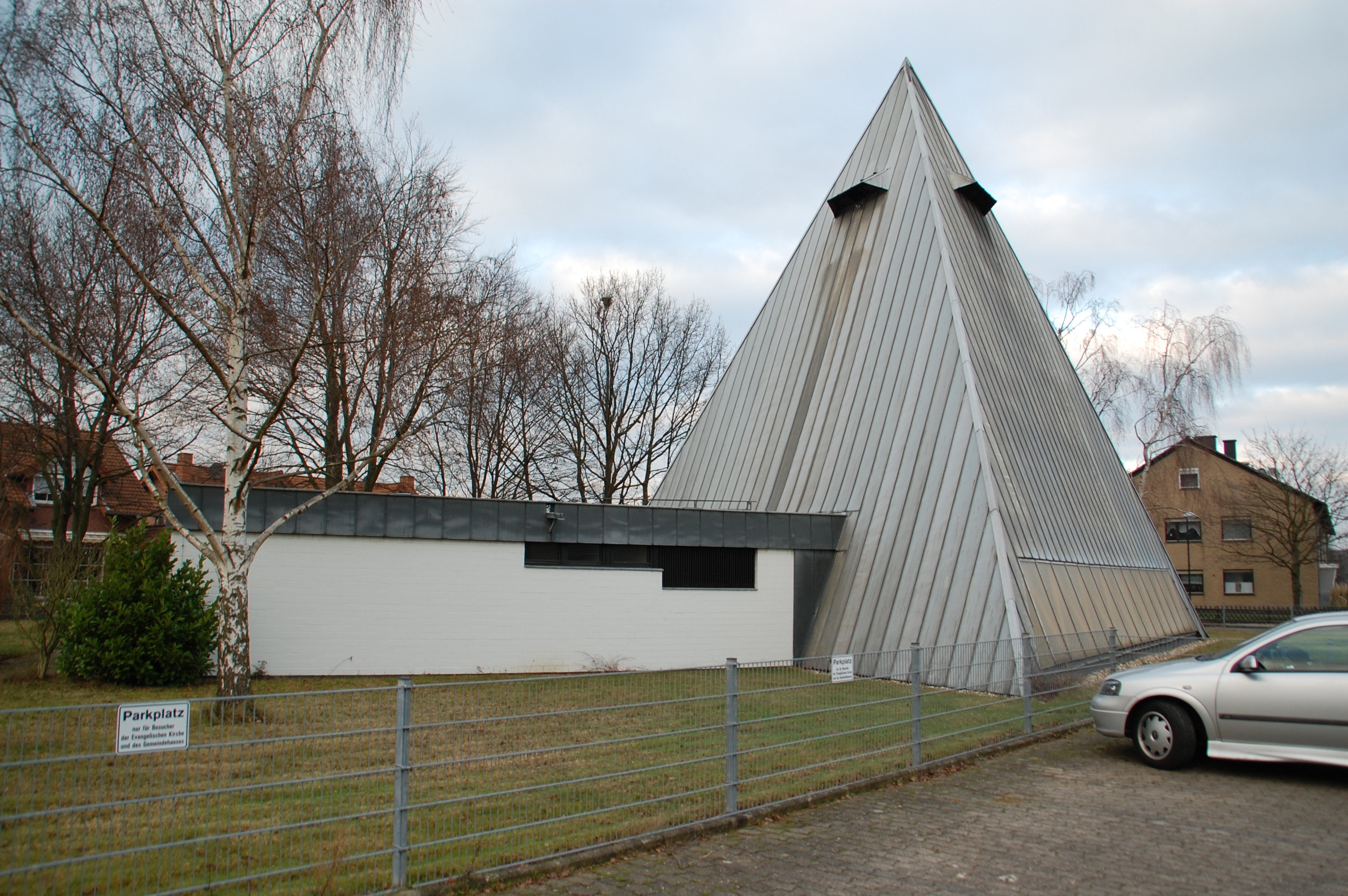
Johannes-Bugenhagen-Kirche, Kerpen-Blatzheim

Die Johannes-Bugenhagen-Kirche ist eine evangelische Kirche in Blatzheim, einem Ortsteil von Kerpen im Rhein-Erft-Kreis. Sie gehört gemeinsam mit der Johanneskirche in Kerpen zur Evangelischen Kirchengemeinde Kerpen, die sich 1974 durch eine Ausgliederung aus der Evangelischen Kirchengemeinde Kerpen-Brüggen bildete und zum Kirchenkreis Köln-Süd der Evangelischen Kirche im Rheinland gehört. Das Kirchengebäude besteht im Wesentlichen aus einem Tetraeder, in den ein kleiner Eingangsbereich führt.

## Geschichte
Die Johannes-Bugenhagen-Kirche wurde 1966 nach einem Architektenwettbewerb gebaut. Der relativ kleine evangelische Gemeindebezirk in Blatzheim, wo bis zum Ende des Zweiten Weltkriegs nur drei evangelische Familien wohnten, wurde durch den Zuzug von Flüchtlingen nach dem Krieg auf fast 370 Gemeindemitglieder in Blatzheim sowie den zugehörigen Orten Bergerhausen und Niederbolheim vergrößert. Gottesdienste wurden anfänglich in einem Privathaus gefeiert, später im katholischen Gertrudis-Stift am Ort, während pfarramtliche Zeremonien in Brüggen durchgeführt wurden.
Bis in die frühen 1960er Jahre wuchs die damalige Kirchengemeinde Kerpen/Brüggen auf über 2300 Gemeindemitglieder an, sodass das Presbyterium eine Erweiterung der Johanneskirche in Erwägung zog. 1961 wurde diese Kirche jedoch unter Denkmalschutz gestellt, wodurch ein Ausbau erschwert wurde. Als Alternative sollte eine eigene Kirche in Blatzheim gebaut werden, für die ein Architektenwettbewerb ausgeschrieben wurde, den der Kölner Architekt Helmut Wolfram gewann. Dieser wurde 1964 mit dem Bau der Kirche beauftragt, am 3. April 1966 wurde der Grundstein gelegt und noch während der Bauzeit der Namensgeber, der Pommersche Reformator Johannes Bugenhagen festgelegt. Mit der Namenswahl sollte vor allem an die Heimat der aus Pommern stammenden Gemeindemitglieder gedacht werden, die einen großen Teil der Evangelischen in Blatzheim darstellten. Bereits am 27. November, dem 1. Adventssonntag, konnte die Kirche eingeweiht werden.

## Architektur

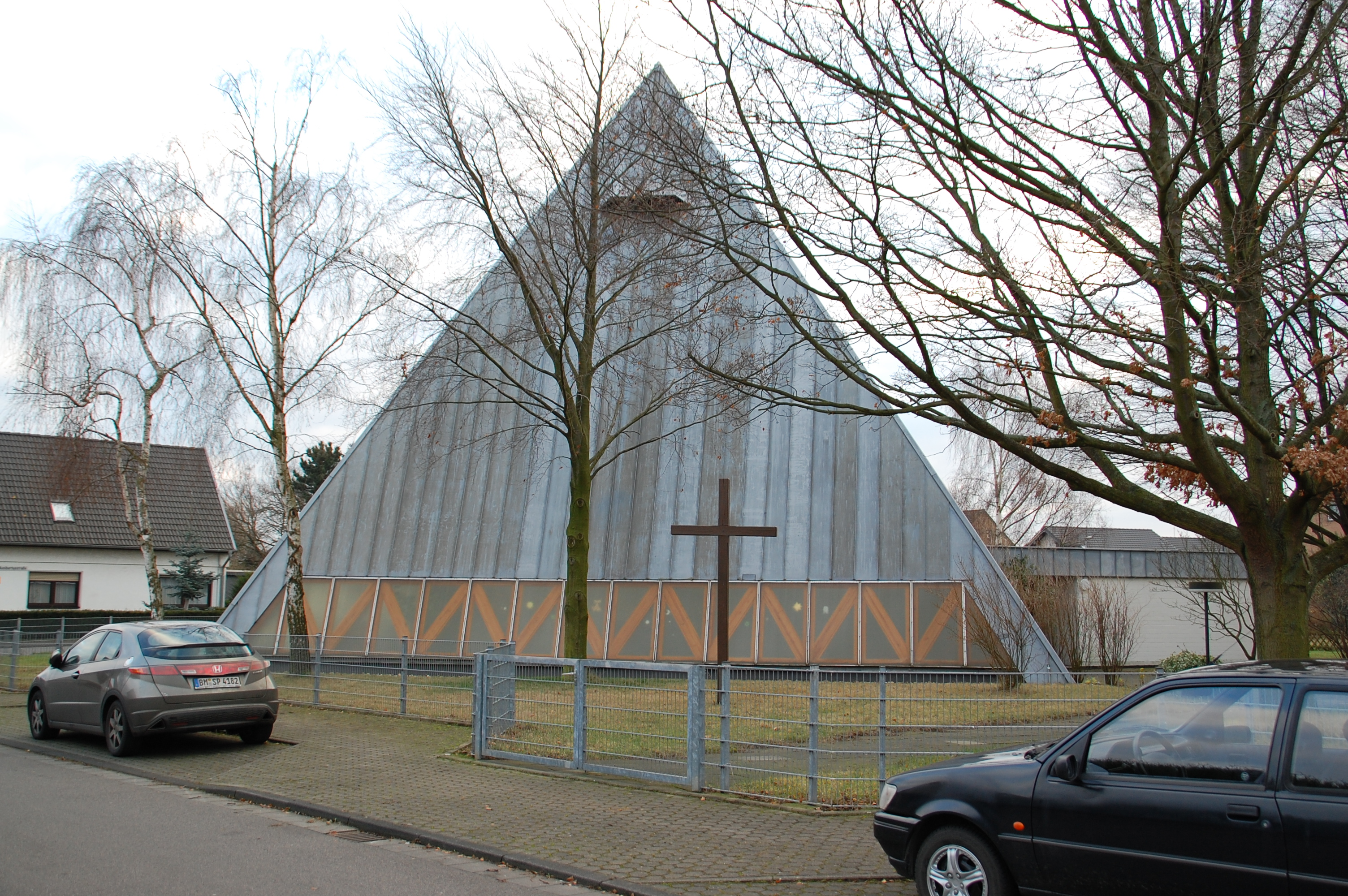

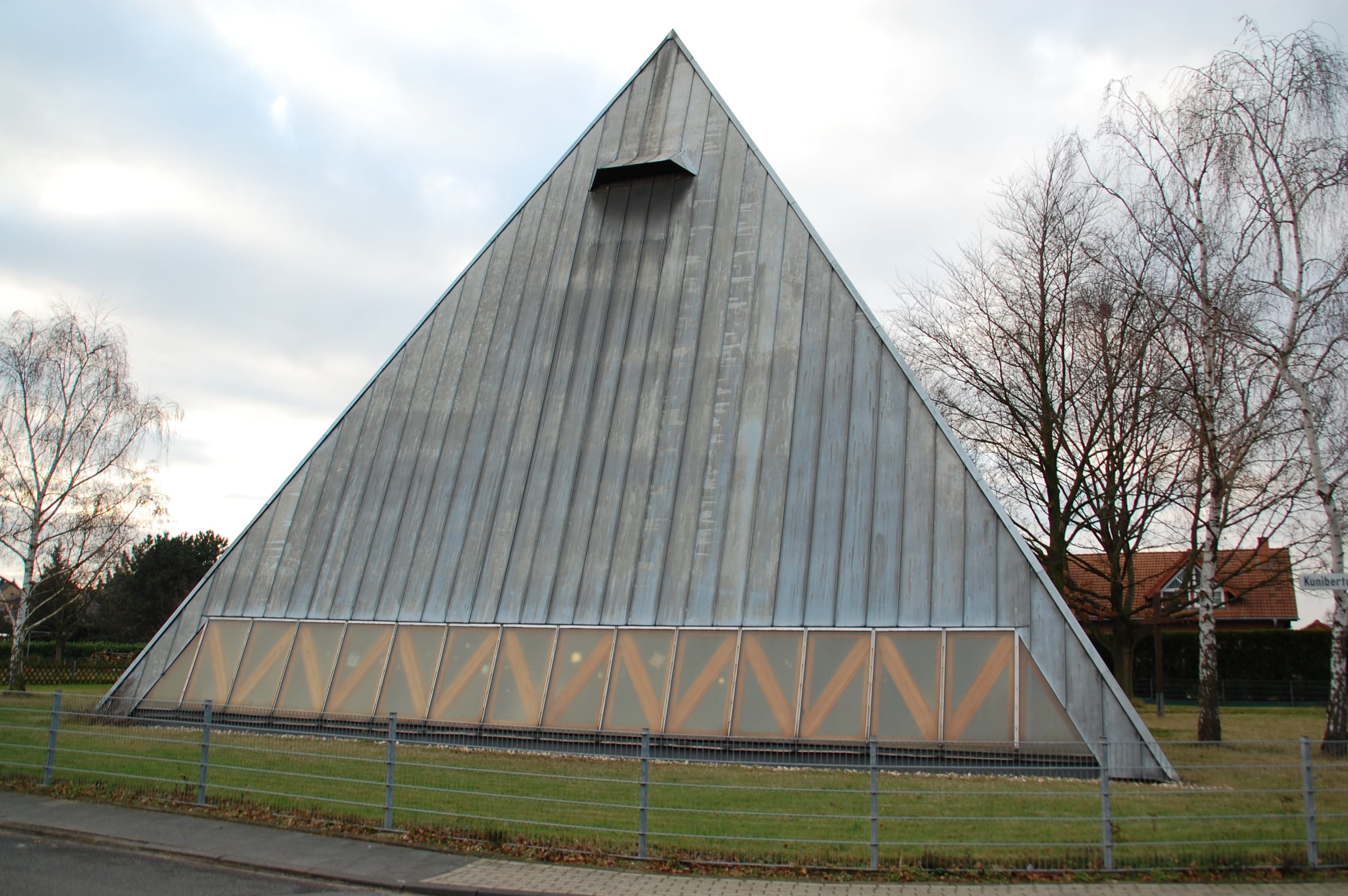

Der Architekt Helmut Wolfram konzipierte den Kirchenbau mit etwa 100 Plätzen als großen Tetraeder. Er wollte dem Gebäude damit die Metapher Zelt Gottes unter den Menschen zugrunde legen, das im Buch Exodus (40,1 ) das durch die Wüste wandernde Gottesvolk’ begleitete und das Johannes in einer Vision gesehen zu haben glaubte, der er die literarische Form einer Apokalypse gab (21,3 ). Die freie Spitze ist nach Osten ausgerichtet, an der gegenüberliegenden Grundseite baute er einen schmalen, rechteckigen Baukörper an, der neben dem Eingangsbereich auch einen kleinen Gemeinderaum enthält.
Während die Grundseite vollständig mit Metalltafeln belegt ist besitzen die beiden anderen Flächen im unteren Bereich bis auf Brüstungshöhe transparente Tafeln, die einen Lichteinfall ermöglichen. Dicht unter der Spitze des Baukörpers besitzt dieser Schallöffnungen der dahinter gelegenen Glockenstube. Im Innenraum bilden die Konstruktionselemente des Aufbaus dreieckige Kassettenmuster aus horizontalen und diagonalen Balken. Der Altar ist im Zentrum aufgebaut und von drei Seiten mit Gestühl umgeben.